# Vadegræssamfund
Vadegræssamfund er én blandt mange naturtyper, der har dannet grundlag for udnævnelsen af en række beskyttede naturområder i EU, de såkaldte Natura 2000-områder. 
Vadegræs er indført her i landet omkring 1930 og er i fremgang. Nogle steder fortrænger den naturaliserede art af Vadegræs det naturlige plantesamfund, dvs. den enårige strandvegetation. Da Vadegræs har alle pionerplanternes ukrudtsagtige træk, kan den overtage mudderfladerne på forbavsende kort tid.
Engelsk vadegræs har i Danmark en dobbeltrolle, idet den beskyttes som en del af udpegningsgrundlaget for habitattype 1320, Vadegræssamfund i Vesterhavet, mens den regnes som invasiv art i Kattegat og bekæmpes både på Samsø og Læsø
.

## Plantevækst
Den typiske planteart er:
- Alm. vadegræs (Spartina alterniflora x townsendii) (Krydsningen her var tidligere steril og kunne kun spredes via rodstiklinger. Nu er der imidlertid sket en spontan kromosomfordobling, så den kan danne spiredygtigt frø!)